# Svatý Diviš
Svatý Diviš (francouzsky Saint Denis, latinsky Sanctus Dionysius) byl misionář a pařížský biskup žijící ve 3. století našeho letopočtu, patří mezi křesťanské mučedníky a světce. Je jedním z tzv. Čtrnácti svatých pomocníků, vzývaným zejména proti bolestem hlavy. Je rovněž patronem města Paříže i celé Francie. Ve středověku bylo jeho jméno bojovým pokřikem vojsk francouzské monarchie (Montjoie Saint Denis!). Památka svatého Diviše se připomíná 9. října.
Divišovi je zasvěcena bazilika v Saint-Denis s pohřebištěm francouzských králů. Místo pro výstavbu tohoto svatostánku nebylo vybráno náhodně. Legenda praví, že sv. Diviš zemřel v Paříži na Montmartru asi roku 250 smrtí mučedníka. Pro svou víru byl pohanskými Galy sťat, ale k úžasu všech přihlížejících nebyl na místě mrtev, nýbrž vstal, vzal svou hlavu do rukou a nesl ji několik mil severně na místo baziliky Saint-Denis, kde označil místo pro budoucí chrám a teprve potom padl mrtev. A proto byl na tomto místě severně od Paříže vystavěn kostel jemu zasvěcený. Divišův kult ve středověku doznal značného rozšíření také v Německu a v řádu benediktinů. Kromě zmíněného města v severním sousedství Paříže nese světcovo jméno např. město Saint-Denis, správní středisko ostrova Réunion.
V ikonografii je svatý Diviš zobrazován jako dekapitovaný biskup v kasuli s palliem, držící v rukou svou vlastní hlavu.
Mniši v benediktinském klášteře Saint-Denis ztotožňovali svého mučedníka a patrona s Dionýsiem Areopagitou, kterého při své řeči na Areopagu obrátil apoštol Pavel (Skutky 17,34). Tento Pavlem obrácený Dionýsios byl ve středověku dále mylně považován za autora významného mystického traktátu o prvotním světle, který vznikl na začátku 6. století n. l. Dionýsiovy texty přeložil do latiny Jan Scotus Eriugena a text byl k dispozici rovněž mnichům v Saint-Denis. Opat Suger se do své přestavby katedrály v Saint-Denis snažil vtělit Dionýsovu novoplatónskou světelnou mystiku. Přestavěná katedrála se stala vzorem gotické architektury.
Toto ztotožnění patrona Saint-Denis s řeckým Dionýsiem zpochybnil a na existenci různých Dionýsiů, Denisů a Divišů upozornil již v roce 1121 Pierre Abélard. Historická kritika mnichy velice rozlítila a Petr Abaelard byl nucen klášter (který mu do té doby poskytoval azyl) opustit.

## Galerie

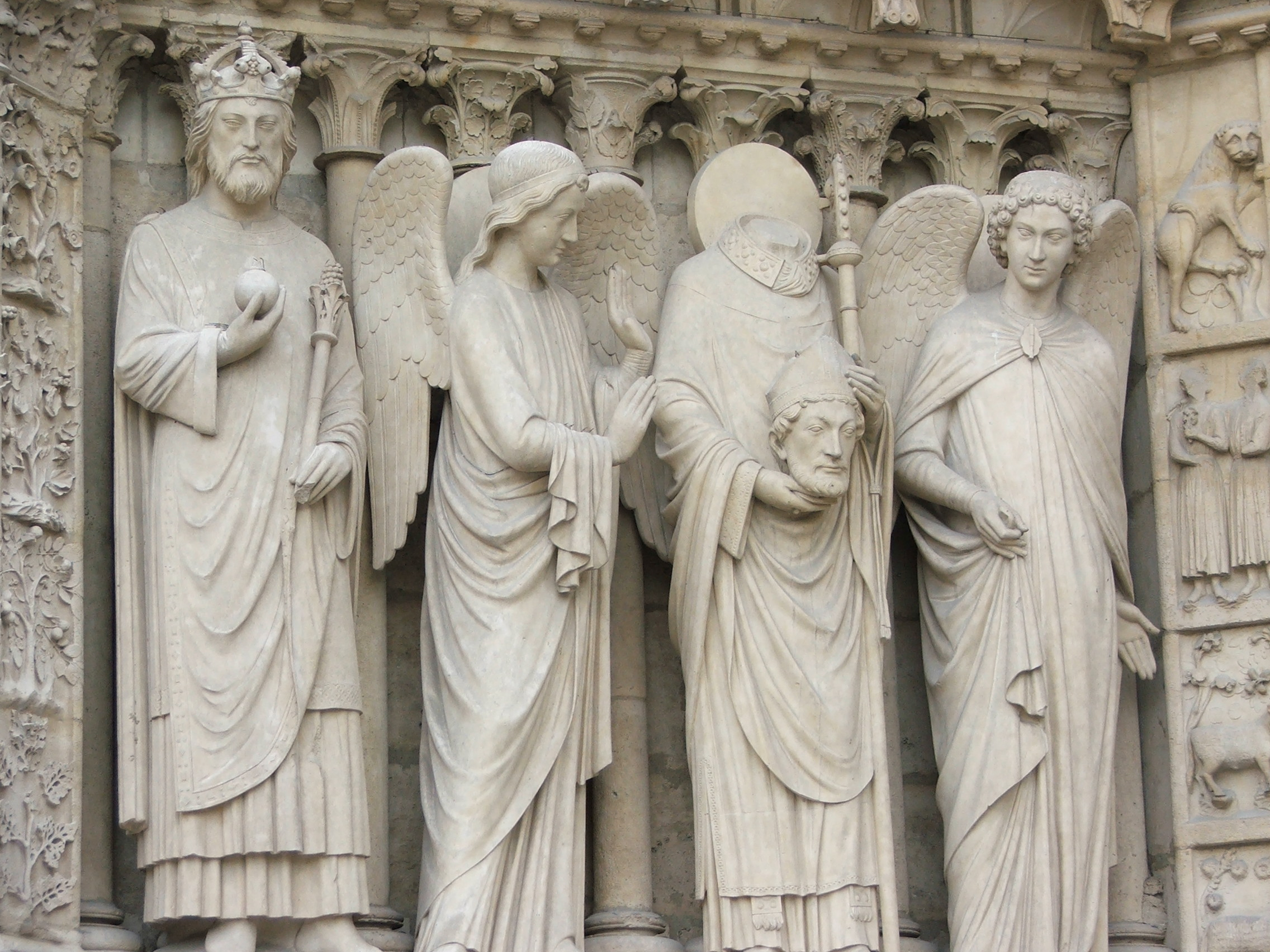
Sv. Diviš druhý zprava, Notre-Dame v Paříži
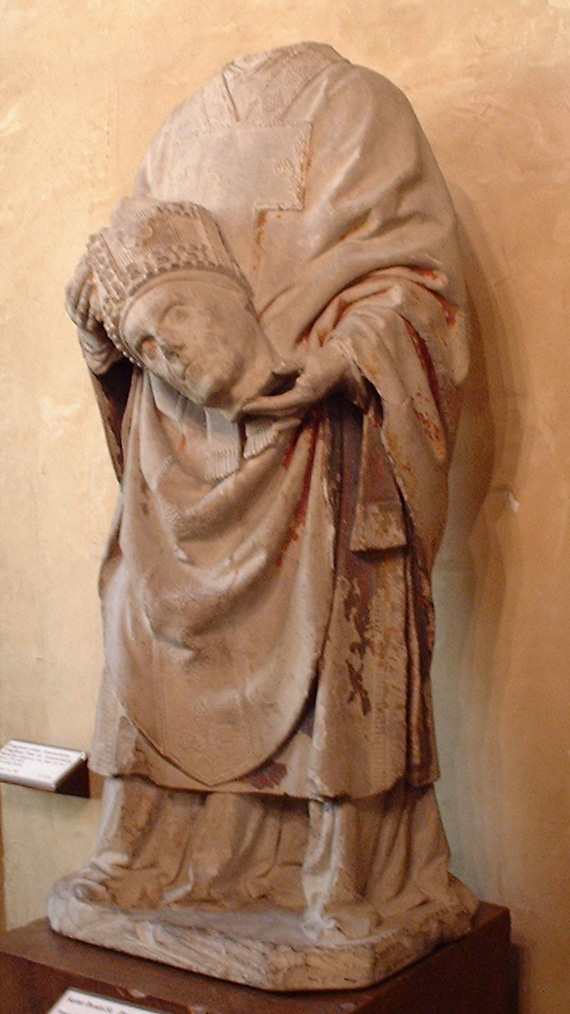
Pozdně gotická socha z Musée de Cluny
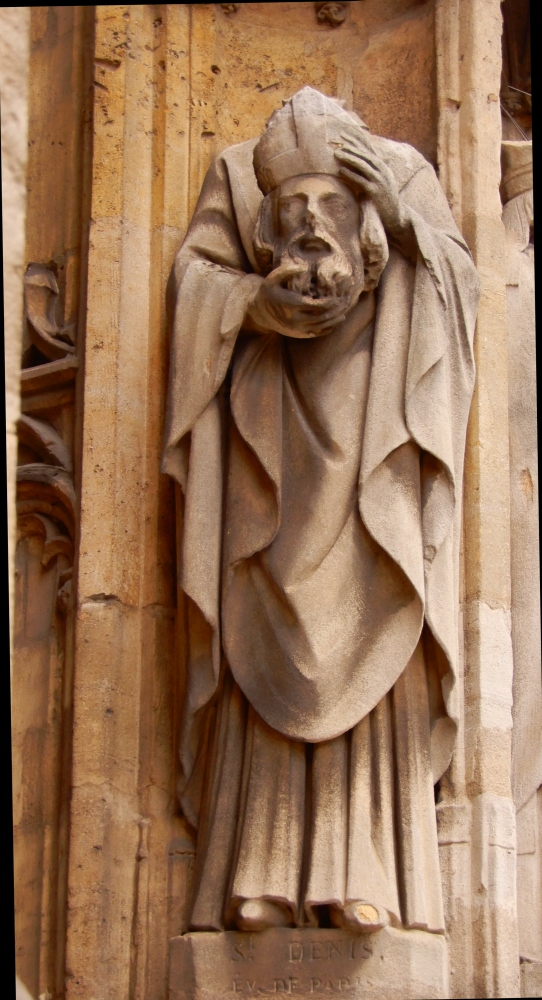
Socha z portálu kostela St. Germain-L'Auxerrois, Paříž; 1. polovina 14. století
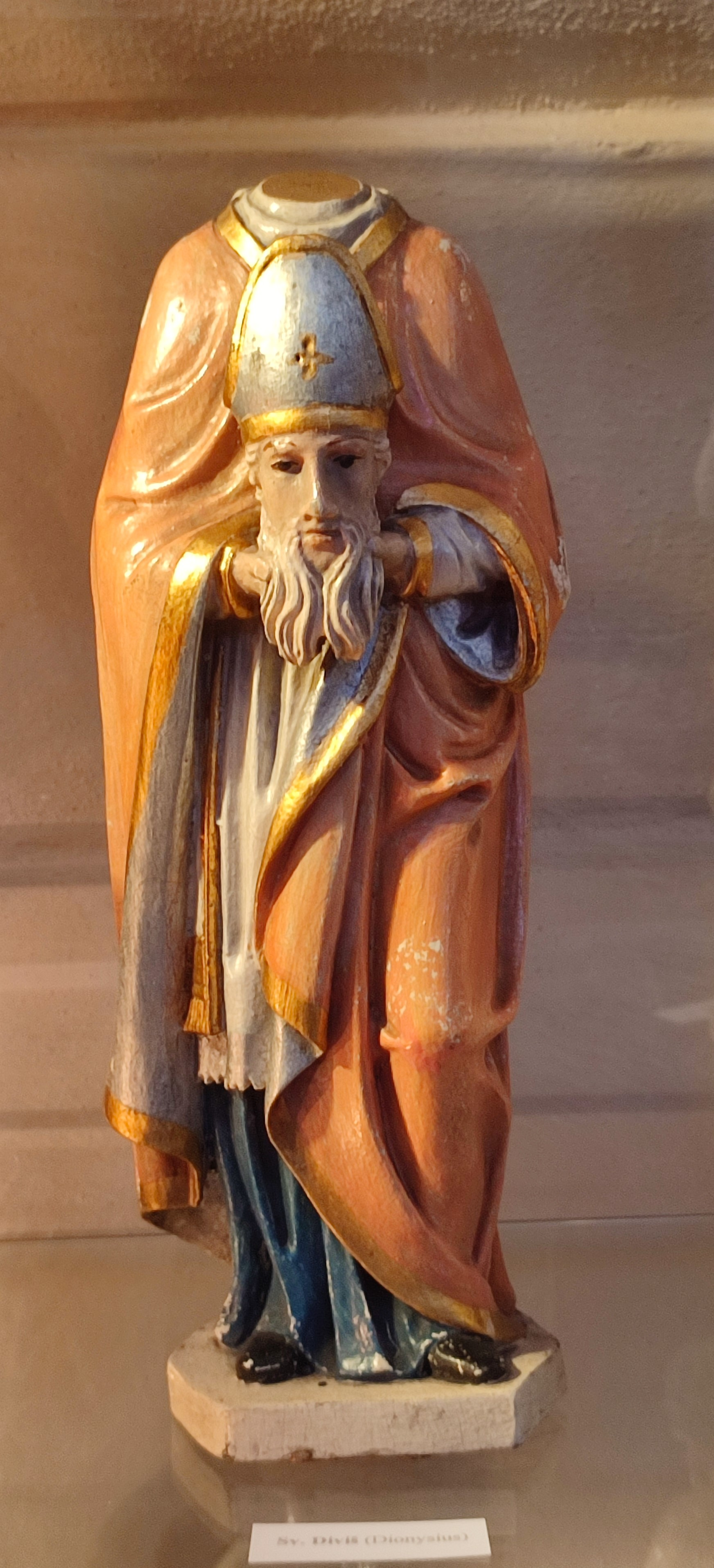
Socha z oltáře Čtrnácti sv. pomocníků, 18. století, Ostrov nad Ohří